# Joseph Kallarackal
Joseph Kallarackal (* 10. Dezember 1964 in Anavilasam, Kerala) ist ein indischer römisch-katholischer Geistlicher und Bischof von Jaipur.

## Leben
Joseph Kallarackal studierte Philosophie und katholische Theologie am Regionalseminar in Allahabad. Nach weiteren Studien an der Maharshi Dayanand Saraswati University in Ajmer erwarb er zudem einen Mastergrad in Politikwissenschaft. Am 2. Mai 1997 empfing er das Sakrament der Priesterweihe für das Bistum Ajmer.
Nach der Priesterweihe war er bis 2000 Vizerektor des Knabenseminars in Ajmer, das er später von 2007 bis 2013 und erneut von 2016 bis 2021 als Rektor leitete. Von 2000 bis 2003 war er Pfarrer und Schulleiter in Nagaur, anschließend studierte er bis 2004 am Goa Vidyaprasarak Mandal’s College und erwarb den Bachelor in Erziehungswissenschaft. Als Pfarrer leitete er von 2004 bis 2007 die Gemeinde St. Theresa’s in Jodhpur. Als Pfarrer und Schulleiter war er von 2013 bis 2015 in Falni und von 2015 bis 2016 in Pali tätig. Ab 2021 war er Dompfarrer an der Kathedrale von Ajmer.
Papst Franziskus ernannte ihn am 22. April 2023 zum Bischof von Jaipur. Der Erzbischof von Bombay, Oswald Kardinal Gracias, spendete ihm am 16. Juli desselben Jahres in der Kathedrale des Bistums Jaipur die Bischofsweihe. Mitkonsekratoren waren der Erzbischof von Agra, Raphy Manjaly, und sein Amtsvorgänger in Jaipur, Oswald Lewis.